# The Windmills of Your Mind
«The Windmills of Your Mind» (укр. Вітряки твого розуму) — пісня, написана Аланом і Мерилін Бергман у співпраці з Мішелем Леграном для фільму «Афера Томаса Крауна» і у фільмі виконана Ноелем Харрісоном. У 1968 році пісня отримала «Оскара» в категорії «Краща пісня» і «Золотий глобус» в аналогічній номінації.
Кавер-версії пісні робили Дасті Спрінгфілд (альбом «Dusty in Memphis»; найбільш відомий кавер пісні), Петула Кларк, Стінг, Патрісія Каас, Барбра Стрейзанд, Шарль Азнавур і багато інших виконавців. У 1969 році американський психодел-рок гурт «Vanilla Fudge» записав свою версію пісні для альбому «Rock & Roll».
В інструментальному варіанті The Windmills of Your Mind відома у виконаннях Фаусто Папетті і оркестру Поля Моріа.
Пісня не раз використовувалася у фільмах: версія Стінга прозвучала в рімейку фільму 1999 року, версія Дасті Спрінгфілд стала однією з музичних тем у фільмі «Сніданок на Плутоні», а версія Петули Кларк стала однією з музичних тем у фільмі «Пограбування казино». Пісня звучить в заключних титрах фільму «Фокус». У фільмі «Кохання живе три роки» пісня звучить у виконанні Мішеля Леграна, що зіграв камео.